# Hydrelia flavostrigata
Hydrelia flavostrigata là một loài bướm đêm trong họ Geometridae.